# 科灰蝶屬
科灰蝶屬（學名：Crudaria）是灰蝶科噩灰蝶亞科中的一個屬。共有3個物種，分佈於非洲南部。幼蟲以金合歡作寄主。

## 物種
- 卡科灰蝶 Crudaria capensis
- 科灰蝶 Crudaria leroma
- Crudaria wykehami

## 腳註
1. ↑  Brower, Andrew V. Z. 2008. Crudaria Wallengren 1875. Version 24 April 2008 (under construction). http://tolweb.org/Crudaria/106380/2008.04.24 （页面存档备份，存于） in The Tree of Life Web Project, http://tolweb.org/ （页面存档备份，存于） （英文）